# Дрейсіг Вільгельм Федорович
Дрейсіг Вільгельм Федорович (1770, Галле, Пруссія — 1819, Харків) — декан медичного факультету Імператорського Харківського університету (1813—1815), доктор медицини, професор, перший директор харківської терапевтичної університетської клініки.

## Життєпис
Дрейсіг Вільгельм Федорович народився в 1770 р. у родині директора соляних заводів Пруссії, в місті Галле.
У 1787 р. закінчив гімназію.
Одержавши середню освіту, у 1787 р., вступив на медичний факультет до Галльського університету, де навчався фізиці, хімії, математиці, історії, філософії та особливу уваги приділив медичним наукам. Не полишаючи навчання, займався практикою в університетській клініці.
1793 р. (Ерфурт) — блискуче захистив дисертацію: «De ophtalmia neohatorum», отримав ступінь доктора медицини та посаду екстраординарного професора.
14 років працював у Саксонії, де мав багату медичну практику в різних містах (Кверфурт, Дрезден, Пирче, Кенігштедт).
У 1805 р. Рада Харківського університету обрала Дрейсіга Вільгельма Федоровича, а у 1807 р. затвердила ординарним професором на кафедру загальної та спеціальної патології та терапії. Оскільки університетська клініка ще не була організована, В. Ф. Дрейсіг займався приватною лікарською практикою і мав репутацію грамотного лікаря серед населення Харкова.
У 1814 р. була відкрита одна з перших університетських клінік, директором якої став Вільгельм Федорович Дрейсіг. Він з успіхом проводив там практичні заняття.
Дрейсіг Вільгельм Федорович вів активне університетське життя: брав участь у виборах професорів на нові кафедри, був університетським лікарем, неодноразово обирався деканом факультету та членом різних комісій.
В. Ф. Дрейсіг помер у 1819 р. у Харкові від нервової гарячки.

## Наукові праці
Протягом років медичної практики у Саксонії Дрейсіг В. Ф. написав наступні твори: «Ручная книга патологии хронических болезней», «Ручная книга врачебной диагностики», «Ручная книга врачебной клиники» та інші.